# Thundra
Thundra es una personaje de ficción, una antiheroína que aparece en los cómics estadounidenses publicados por Marvel Comics. Ella a menudo está alineada con los Cuatro Fantásticos. Ella es una guerrera poderosa, pelirroja, tipo amazona, o Femizon, de una línea de tiempo futura matriarcal tecnológicamente avanzada donde los hombres han sido sometidos por las mujeres.

## Historial de publicaciones
Fue creada por Roy Thomas y John Buscema, y apareció por primera vez en Fantastic Four #129.
Roy Thomas recordó la creación del personaje: "Un tipo de amazona de 7 pies que concebí como una especie de homenaje a personajes como Big Barda de Kirby en su Cuarto Mundo de DC Comics. Le pedí a John Buscema que le diera una bandolera alrededor de su torso. porque varios tipos de liberación femenina los usaban (a veces con balas reales) en fotos en periódicos y revistas".

## Biografía
Thundra es una mujer guerrera y viajera del tiempo de un futuro alternativo del siglo 23. En la sociedad del futuro que es oriundo de, planeta Tierra es ahora conocido como Femizonia y es gobernado por Amazonas como femeninas señoras (Femizons) que han conquistado y esclavizado a la población masculina disminuida. Los Estados Unidos ahora son la "República de la Hermandad Unida", y Thundra es oriunda de la megalópolis del Gran Milagro (una expansión fusionada de Milwaukee y Chicago), ubicado en la República del Medio Oeste de la Hermandad Unida. Thundra es reconocido como el guerrero más formidable de la Hermandad Unida, ya que ha sido mejorado físicamente mediante ingeniería genética y entrenado desde la infancia en el combate, las artes marciales y la estrategia militar.
Ella se envía al siglo XX para desafiar al miembro de Los Cuatro Fantásticos, la Cosa a un ataque de combate de uno-a-uno, creyendo que era el macho más fuerte de todos los tiempos. Al vencer a la Cosa en combate, ella siente que puede probar de una vez por todas que las mujeres eran superiores al género masculino, y finalmente terminar una guerra estancada entre Femizonia y el planeta machista guerrero y dominado por hombres, donde la población femenina había sido subyugada por su gobernante Mahkizmo.
Thundra también es reclutada en el malvado grupo de supervillanos conocido como los Cuatro Terribles por el Mago, y lucharon contra los Cuatro Fantásticos. Ella secretamente tiene su propia agenda y no tiene un interés real en el grupo. Ella luchó contra la Cosa en combate personal, y luego terminó cambiando de bando y ayudando a los Cuatro Fantásticos a derrotar a los Cuatro Terribles después de que ella deja el grupo.
Más tarde luchó contra Hulk, que estaba poseyendo el cuerpo de la Cosa en ese momento. Thundra ayudó más tarde a los Cuatro Fantásticos contra los Cuatro Terribles otra vez, y luego ayudó a los Cuatro Fantásticos contra Namor el Submarinero. Finalmente, se reveló su viaje en el tiempo desde la Femizonia del siglo 23, un futuro alternativo gobernado por mujeres, para evitar la formación de Machus, un futuro alternativo gobernado por hombres. Junto a los Fantastic Four, luchó contra Mahkizmo. Finalmente permaneció en el siglo XX después de que se produjo una interfaz dimensional de Femizonia y Machus. Más tarde asistió a los Cuatro Fantásticos y Tigra contra los Cuatro Terribles, y luego asistió a los Cuatro Fantásticos, Tigra y el Hombre Imposible contra el Bruto, el Pensador Loco y Annihilus.
Thundra más tarde se encontró con el promotor de la lucha libre Herkimer Oglethorpe, y siguiendo su consejo se convirtió en una luchadora profesional entrenando con las Grapplers, un grupo de mujeres luchadoras que poseen superpoderes cibernéticos. En un combate de lucha fijo con una miembro de Grappler, Thundra (que posee una fuerza y habilidades de combate superiores) es secretamente drogada por su oponente, lo que provoca que se apague y pierda el fósforo.
Cuando se despierta, se revela que los Grapplers son en realidad agentes que trabajan para Compañía Petrolera Roxxon, una empresa petrolera multinacional que se involucró encubiertamente en el desarrollo de tecnología avanzada y armamento por motivos siniestros. Los Grapplers fueron asignados para engañar a Thundra para ayudarlos a sabotear el Proyecto Pegaso, una prisión / centro de investigación construido para albergar supervillanos. Fueron empleados para contrabandear el Nth Projector del Proyecto Pegaso.
Como resultado del engaño de Roxxon y los Grapplers, Thundra explotó (una vez más) con la Cosa (con quien ha expresado un interés romántico, en más de una ocasión). Junto a la Cosa, Quasar, Giant-Man y Aquarian, luchó contra el Nth Man. Se encontró con el duplicado Hyperion y los Vengadores, y luchó contra Ms. Marvel. Ella se alía brevemente con el Hyperion duplicado mientras todavía estaba en servicio a Roxxon, y con él robó el Nth Projector del Nth Command, antes de que ella volviera a una Femizonia alternativa que no interactuaba con Machus.
Algún tiempo después, Thundra se reveló como la Emperatriz de Femizonia. Ella se asoció con la Cosa para luchar contra los rebeldes Machan. Más tarde secuestró a los Vengadores y los Cuatro Fantásticos al futuro para conseguir su ayuda en la defensa de Femizonia del caudillo de guerra extradimensional Arkon y sus guerreros de Polemachus. Ella luchó contra Arkon en combate personal, y se hizo románticamente inclinada hacia él.
Sin embargo, Thundra tiene un lugar especial en su corazón para Ben Grimm / la Cosa. Además de sus avances amorosos, los dos han participado en numerosas aventuras superheroicas; un emparejamiento significativo de los dos involucrados alistando a Grimm para ayudar a liberar Femizonia de un poderoso androide de seis brazos enviado de Machus para conquistar Femizons. Después de derrotar al androide, Grimm le informó a Thundra que nunca podrían estar juntos, expresando su amor por Alicia Masters. Thundra luego le permitió regresar al siglo XX.

### Invasión secreta: Inhumanos
Medusa y Crystal se infiltran en la actual patria de Thundra para recuperar parte de un dispositivo necesario para rescatar a Black Bolt de la intención de los Skrulls de utilizarlo como arma. A medida que las tensiones entre las dos mujeres disfrazadas se desvanecen, Thundra aparece y las obliga a emprender el combate ritual requerido por la sociedad para resolver el desacuerdo. Thundra está convencida de entregar al agente de inteligencia de Skrull después de que Crystal hace un discurso apasionado.

### Damas Libertadoras
Thundra, Sue Storm y Valkyrie hacen equipo con She-Hulk y su compañera Skrull Jazinda (haciéndose pasar por una Shi'ar) con el fin de distribuir la fuerza de ayuda estancamiento en el país corrupto de Marinmer.

### Alianza con Red Hulk
Red Hulk lucha contra las Damas Libertadoras y los engaña haciéndoles creer que lo hicieron desmayarse. Red Hulk luego secuestra a Thundra, y le ofrece una alianza después de deducir que ella era la única del grupo que estaba dispuesta a matarlo. Después de aceptar la alianza, Thundra se convierte en un subordinado de la Inteligencia, un grupo de genios villanos fundados por el Líder. Después de que Red Hulk es traicionado por la Inteligencia en la historia de "Fall of the Hulks", Thundra lo ayuda a escapar y se va del grupo. Desde su partida del grupo, su hija Lyra se ha unido a sus filas.

### Despedida de soltero de La Cosa
Ella asistió a la despedida de soltero de Ben Grimm, antes de su boda con Alicia Masters, siendo esta la única mujer presente. Ella junto a los demás invitados lucha contra la Sociedad Serpiente, las cuales irrumpen en la despedida con el fin de derrotarlos aprovechando su falta de precaución.
Ella gana una partida de póker frente a Thor, Doctor Strange, entre otros. Finalmente acaba luchando con La Cosa, al sentirse indignada por haber recibido una orden de él.

## Poderes y habilidades
Como resultado de la ingeniería genética, Thundra tiene una gran fuerza sobrehumana y resistencia a la lesión física suficiente para permitir que se ponga de pie cara a cara con cosas como la Cosa. Su velocidad, resistencia, agilidad y reflejos aumentan al máximo de la capacidad humana natural. Ella se ha sometido a un entrenamiento intensivo de manejo del dolor.
Entrenada como guerrera, con un entrenamiento extenso en las técnicas de combate mano a mano y militar del siglo 23, es una veterano de guerra experimentada que posee habilidades de combate superiores y es considerada la mejor guerrera entre su gente. Thundra es también una hábil combatiente con una espada o su cadena de tres pies, la última de las cuales es su arma de elección, a menudo unida a un brazalete en su antebrazo izquierdo.

## Otras versiones

### Avengers Forever
Thundra también aparece en Marvel Comics Maxi-Series Avengers Forever. En la historia, ella es miembro de un remanente de Vengadores en un futuro alternativo donde la Tierra ha sido devastada por invasores alienígenas robóticos malvados de Marte. Ella todavía empuña una cadena como su arma personal. A diferencia de los otros Vengadores (especialmente Pantera Negra), parece que Thundra no ha envejecido. Tal vez esto se deba a la ingeniería genética de Femizonte a la que fue sometida, la fuente de sus habilidades sobrehumanas.

### Hulk: Raging Thunder
Una versión futura de Thundra tomó raspados celulares de Hulk que fueron utilizados por científicos en el futuro para impregnarla. Esta Thundra más tarde da a luz a una hija de piel verde que es hija de ella y Hulk. Esta niña, Lyra, más tarde es apodada "She-Hulk". Más tarde regresa al futuro para insertar el nacimiento de Lyra.

### JLA / Avengers
Thundra apareció en JLA / Avengers en el prólogo donde se la ve en Polemachus en la cama con Arkon. Él se ofrece a llevarla a cazar, pero Krona aparece y destruye Polemaco, Thundra y todo su universo. Al final de la serie, todo vuelve a la normalidad.

### Marvel Zombies: Return
En Marvel Zombies: Return: Avengers, Thundra se muestra como miembro del grupo de no muertos del Sentry, junto con Super-Skrull, Quasar, Caballero Luna, Namor el Submarinero y Quicksilver. Ella argumenta con Quicksilver que no comerá la carne de los hombres porque no permitirá que su cuerpo perfecto de guerrero esté "contaminado por carne con el cromosoma Y". Después de ser atraída a la Tierra Salvaje por los Nuevos Vengadores, es derribada por un zombi Hulk.

## Recepción
Thundra se clasificó en el 62.º en la Guía del comprador de los tebeos, la lista de '100 mujeres más atractivas en Cómics'.

## En otros medios

### Televisión
- Thundra aparece en la serie de televisión Ultimate Spider-Man, como miembro de Los Cuatro Terribles, con la voz de Tara Strong:
  - Aparece por primera vez en la primera temporada, el episodio 1, "Un Gran Poder", luego de atacar la preparatoria Midtown junto con el Mago y Klaw por el Doctor Octopus a buscar a Spider-Man. Aparece nuevamente en el episodio 2, " Una Gran Responsabilidad", donde los Cuatro Terribles intentan capturar a Spider-Man. Thundra es derrotada con la ayuda de Power Man, y es visto por última vez colgando atada y amordazada de un edificio. Cuando Peter se describe cada uno de los cuatro que se refiere a ella como "una guerrera implacable mujer de una línea de tiempo futuro alternativo" y agrega un "no preguntar" sobre su historia. En el episodio 25, "Revelado", Thundra con los Cuatro Terribles invaden un almacén en Oscorp y terminan peleando con el equipo de Spider-Man. Sin embargo, los Cuatro Terribles habían fijado en realidad una trampa donde se escapan mientras que el equipo de Spider-Man son atacados por el Doctor Octopus y sus Octobots.
  - En la segunda temporada el episodio 23, "Una Segunda Oportunidad", Ella con los Cuatro Terribles cuando pelean contra Iron Patriot (Norman Osborn) y Spider-Man a la que son derrotados.

### Videojuegos
- Es un personaje jugable del juego Marvel: Avengers Alliance.
- Thundra aparece en varias cartas en el juego de cartas móvil Marvel: War of Heroes.